# Formule 5000

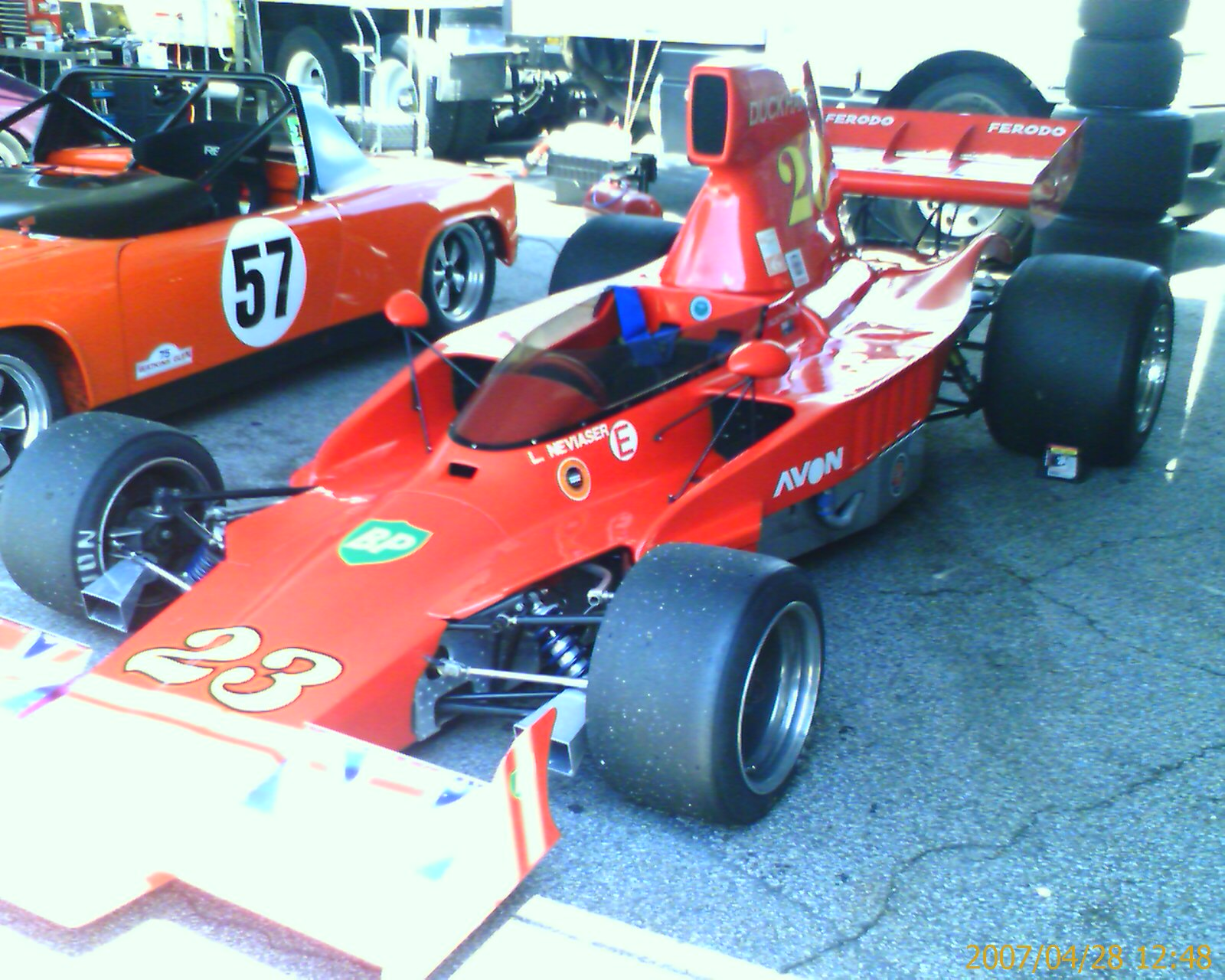
1974 Lola T-332

La Formule 5000 (ou F5000) est une catégorie de course automobile dont diverses compétitions se sont tenues dans le monde entre 1968 et 1982. Il s'agissait d'une Formule « low-cost » ouverte à des monoplaces non carénées. La dénomination 5000 renvoie à la cylindrée maximale autorisée des moteurs (5 litres) bien que d'autres cylindrées plus modestes soient également autorisées (3,5 litres, 4,5 litres et  4,7 litres). Les écuries et constructeurs les plus notables engagés dans cette série sont McLaren, Eagle, March, Lola, Lotus.

## La F5000 dans le monde

### USA et Canada

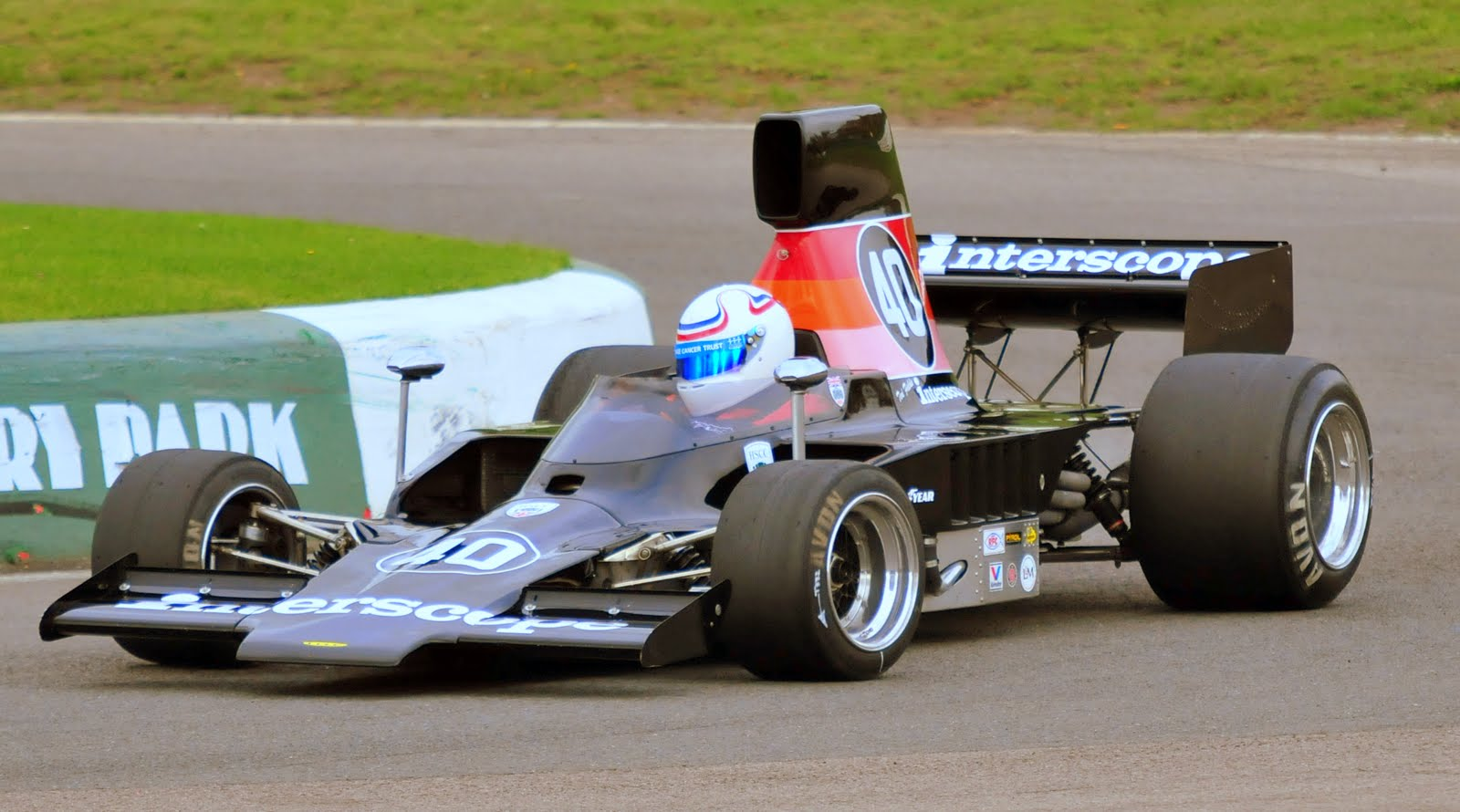
Lola T332 de F5000 à Mallory Park

La Formule 5000 est organisée pour la première fois en 1968 dans la série SCCA Formula A, qui regroupe des monoplaces qui rapidement se dotent toutes de moteurs V8 d'origine américaine. La série s'inspire de la CanAm qui oppose des Sport-prototypes de grosse cylindrée : l'idée est de remplacer la carrosserie enveloppante des Sport-Prototypes par une carrosserie similaire à celles des Formule 1 (roues découvertes).
La F5000 devient rapidement très populaire et de nombreux pilotes s'y sont distingués comme Mario Andretti, Jody Scheckter ou encore Brian Redman.
L'augmentation progressive des coûts et la domination des châssis Lola provoquent toutefois le déclin de la catégorie, qui s'achève en 1975. Les anciennes monoplaces sont reversées dans la série SCCA national mais la plupart des écuries de pointe remplacent la carrosserie ouverte de ses voitures par une carrosserie enveloppante pour s'engager en CanAm, le championnat renaissant de ses cendres en 1977. 
Lorsque l'IMSA introduit le nouveau Championnat IMSA GT à la place de la SCCA national, les monoplaces F5000 se trouvent complètement dépassées sur le plan des performances et réformées par les écuries.

### Europe
L'apparition du performant moteur Ford-Cosworth DFV V8 conduit les constructeurs Cooper, Lotus et Brabham a arrêter leur production de châssis-client pour la Formule 1. Les « gentlemen-drivers » et les petites écuries privées qui s'engageaient lors d'épreuves de Formule 1 hors-championnat du monde ne peuvent plus trouver de nouveaux châssis, ce qui conduit le Royal Automobile Club à créer une nouvelle série basée sur le règlement technique de la F5000 américaine.
Contrairement au championnat américain, le championnat britannico-européen n'attire pas les ténors européens de Formule 1. La F5000 fait la part belle aux pilotes de Formule 2 ou de fond de grille en F1. La série sert toutefois de tremplin pour de jeunes pilotes comme Peter Gethin qui s'illustrera ensuite en F1. 
Bien que dénommé British F5000 series (selon les années Guards F5000, Rothmans F5000 ou Shellsport F5000), la série se dispute sur de nombreux circuits en Europe, comme à Monza, Hockenheim ou Zandvoort. La crise énergétique de 1973 et l'augmentation des coûts d'importation des gros moteurs V8 5 litres américains conduit à l'adoption de moteurs alternatifs de moindre cylindrée. Ainsi le Cosworth DOHC GA V6 de 3,5 litres est adopté par de nombreux concurrents, à partir de 1975. La March 75 A de F5000 est d'ailleurs une monoplace de Formule 1 adaptée au moteur V6 Cosworth.
En 1976, le championnat de F5000 est ouvert aux anciennes monoplaces de Formule 1, Formule 2 et Formula Atlantic . Les anciennes F1 prennent rapidement le dessus et en 1978, le championnat devient le Championnat de Grande-Bretagne de Formule 1, uniquement destinés aux monoplaces de Formule 1 et de Formule 2 . Les F5000 sont quant à elles autorisées à courir en Formule libre.

### Australie et Nouvelle-Zélande
Le championnat de Formule Tasmane, mettant aux prises des monoplaces à moteur de 2,5 litres, inclut dès 1970 les monoplaces de Formule 5000. Ce championnat se dispute pendant la pause hivernale de la Formule 1 et attire notamment des pilotes de F1 comme Graham Hill et Jim Clark aux côtés des « locaux » Bruce McLaren et Jack Brabham.
La série devient ensuite, dans les années 1970, un championnat relevé qui oppose des pilotes locaux. De 1976 à 1979, le championnat devient les Australian Formula 5000 Tasman races Rothmans International Series (séparée du championnat néo-zélandais) .

### Afrique du Sud
En Afrique du Sud, de 1968 à 1975, les F5000, comme les F2, étaient acceptées dans le Championnat d'Afrique du Sud de Formule 1 

## Champions de F5000
| US Formula A/F5000 | US Formula A/F5000 | US Formula A/F5000        |
| Année              | Pilote             | Monoplace                 |
| ------------------ | ------------------ | ------------------------- |
| 1967               | Gus Hutchison      | Lotus 41                  |
| 1968               | Lou Sell           | Eagle Mk4                 |
| 1969               | Tony Adamowicz     | Eagle Mk5                 |
| 1970               | John Cannon        | McLaren M10B              |
| 1971               | David Hobbs        | McLaren M10B              |
| 1972               | Graham McRae       | McRae GM1                 |
| 1973               | Jody Scheckter     | Trojan T101 Lola T330     |
| 1974               | Brian Redman       | Lola T332                 |
| 1975               | Brian Redman       | Lola T332 Lola T400       |
| 1976               | Brian Redman       | Lola T332C                |
| Monoplace CanAm    |                    |                           |
| 1977               | Patrick Tambay     | Lola T333CS               |
| 1978               | Alan Jones         | Lola T333CS               |
| 1979               | Jacky Ickx         | Lola T333CS               |
| 1980               | Patrick Tambay     | Lola T530                 |
| 1981               | Geoff Brabham      | Lola T530 VDS 001         |
| 1982               | Al Unser Jr.       | Frissbee GR2 Frissbee GR3 |
| 1983               | Jacques Villeneuve | Frissbee GR2 Frissbee GR3 |
| 1984               | Michael Roe        | VDS 002 VDS 004           |
| 1985               | Rick Miaskiewicz   | Frissbee GR3              |
| 1986               | Horst Kroll        | Frissbee KR3              |

| Championnat d'Europe de Formule 5000 | Championnat d'Europe de Formule 5000 | Championnat d'Europe de Formule 5000 |
| ------------------------------------ | ------------------------------------ | ------------------------------------ |
| 1969                                 | Peter Gethin                         | McLaren M10A                         |
| 1970                                 | Peter Gethin                         | McLaren M10B                         |
| 1971                                 | Frank Gardner                        | Lola T192 Lola T300                  |
| 1972                                 | Gijs van Lennep                      | Surtees TS11                         |
| 1973                                 | Teddy Pilette                        | Chevron B24                          |
| 1974                                 | Bob Evans                            | Lola T332                            |
| 1975                                 | Teddy Pilette                        | Lola T400                            |
| 1976                                 | David Purley                         | Chevron B30                          |
| 1977                                 | Tony Trimmer                         | Surtees TS19                         |

| Tasman Series F5000 | Tasman Series F5000 | Tasman Series F5000 |
| ------------------- | ------------------- | ------------------- |
| 1970                | Graeme Lawrence     | Ferrari 246T        |
| 1971                | Graham McRae        | McLaren M10B        |
| 1972                | Graham McRae        | McRae GM1           |
| 1973                | Graham McRae        | McRae GM1           |
| 1974                | Peter Gethin        | Chevron B24         |
| 1975                | Warwick Brown       | Lola T332           |

| Championnat d'Australie des pilotes - CAMS Gold Star F5000 | Championnat d'Australie des pilotes - CAMS Gold Star F5000 | Championnat d'Australie des pilotes - CAMS Gold Star F5000 |
| ---------------------------------------------------------- | ---------------------------------------------------------- | ---------------------------------------------------------- |
| 1971                                                       | Max Stewart                                                | Mildren                                                    |
| 1972                                                       | Frank Matich                                               | Matich A50                                                 |
| 1973                                                       | John McCormack                                             | Elfin MR5                                                  |
| 1974                                                       | Max Stewart                                                | Lola T330                                                  |
| 1975                                                       | John McCormack                                             | Elfin MR6                                                  |
| 1976                                                       | John Leffler                                               | Lola T400                                                  |
| 1977                                                       | John McCormack                                             | McLaren M23                                                |
| 1978                                                       | Graham McRae                                               | McRae GM3                                                  |
| 1979                                                       | Johnnie Walker                                             | Lola T332                                                  |
| 1980                                                       | Alfredo Costanzo                                           | Lola T430                                                  |
| 1981                                                       | Alfredo Costanzo                                           | McLaren M26                                                |